# لافينيا ميلوسوفيتشي
لافينيا كورينا ميلوتشوفيتشي (مواليد 21 أكتوبر 1976) لاعبة جمباز فنية رومانية ناجحة بشكل استثنائي على حلبة المنافسة الدولية، واحدة من أفضل لاعبات الجمباز في رومانيا على الإطلاق وواحدة من أكثر الحاصلات على الميداليات في جميع أنحاء العالم، حيث حصلت على إجمالي 19 بطولة عالمية أو ميدالية أولمبية في فترة ست سنوات. حصلت على ميدالية في كل بطولة عالمية واحدة، والألعاب الأولمبية والبطولات الأوروبية بين عامي 1991 و 1996 ، وهي ثالث لاعبة جمباز على الإطلاق، بعد لاريسا لاتينينا وفورا لاسلافسكا، للفوز ببطولة عالمية واحدة على الأقل أو لقب أولمبي في جميع الأحداث الأربعة. كان ميلوتشوفيتشي أيضًا آخر لاعب جمباز جنبًا إلى جنب مع لو لي حصلت على العلامة المثالية 10.0 في مسابقة أولمبية والأخير الذي حصل على الدرجة القياسية 9.95 في بطولة العالم. تم إختبارها في قاعة مشاهير الجمباز الدولية في عام 2011.